# Jérôme Le Banner

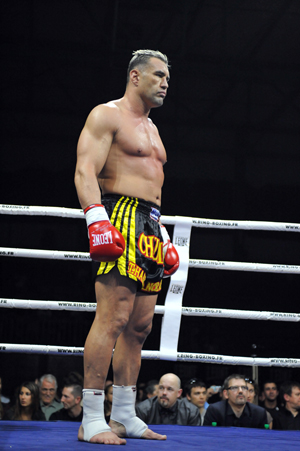
Jérôme Le Banner

Jérôme Le Banner (* 26. Dezember 1972 in Le Havre) ist ein ehemaliger französischer Kampfsportler.

## Leben
Jérôme Le Banner wuchs in Le Havre, Frankreich, auf. Sein Vater war ein LKW-Fahrer und semiprofessioneller Boxer, seine Mutter Verkäuferin. Mit sechs Jahren begann Jérôme zunächst Judo zu trainieren. Er galt als talentiert, aber ein Streit zwischen seinem Vater und einigen Kampfrichtern während eines Wettkampfes führte dazu, dass er mit dem Sport aufhörte. Mit vierzehn Jahren wurde Jérôme durch einen Film mit Bruce Lee animiert, verschiedene Karate-Stile zu trainieren.
Im Alter von 18 Jahren wurde er französischer Vollkontakt-Schwergewichtsmeister. Er gewann die europäische ISKA-Meisterschaft gegen Stéphane Réveillon und schlug dann Mike Bernardo in Kapstadt im Kampf um den Interkontinentaltitel. 1995 wurde Le Banner eingeladen, im K-1 an einem großen Turnier in Japan teilzunehmen. Neben dem Kampfsport versucht sich Le Banner als Schauspieler zu etablieren. Er hat gemeinsam mit seiner Lebensgefährtin eine Tochter namens Victoria.

## 1995–2000
Jérome Le Banners K-1-Debüt fand erfolgreich am 3. März 1995 gegen Nokueed Devy statt, den er einstimmig nach Punkten im K-1 World Grand Prix Opening besiegen konnte. Die nächsten zwei Kämpfe fanden bereits im K-1 World Grand Prix Finalturnier am 4. Mai 1995 statt, die Le Banner beide vorzeitig durch K. o. für sich entscheiden konnte, als er im Viertelfinale Masaaki Satake in der dritten und im Halbfinale Mike Bernardo in der zweiten Runde ausknocken konnte. Im K-1-Finale konnte er den dritten Kampf des Abends aber nicht positiv für sich gestalten, weil ihn Peter Aerts bereits nach nur 97 Sekunden durch einen harten Punch ausknocken konnte.
Le Banner hatte jedoch den Grundstein für eine erfolgreiche K-1-Karriere gelegt. Nach der Finalniederlage 1995 konnte der zu diesem Zeitpunkt 22 Jahre alte Le Banner vier Monate später seinen nächsten K.-o.-Sieg feiern, als er John Kleijn in der zweiten Runde ausknocken konnte, um dann seinen nächsten und letzten Kampf in diesem Jahr gegen Andy Hug nach Punkten zu verlieren. Im März 1996 bezwang ihn Mirko „Cro Cop“ Filipovic nach Punkten und er konnte sich somit nicht wieder für das K-1 Finalturnier qualifizieren. Die nächsten zwei Kämpfe konnte er jedoch wieder vorzeitig für sich entscheiden, als er am 1. September Takeru sowie am 18. Oktober die heutige K-1-Legende und Rekordhalter Ernesto Hoost auf die Bretter schickte. Im K-1-Hercules-Turnier gab es am 8. Dezember das bis dato einzige Unentschieden in Le Banners Karriere, als auch nach fünf Runden kein Sieg zwischen Le Banner und Sam Greco ermittelt werden konnte.
Auch das Jahr 1997 begann mit einer Niederlage: Der Neuseeländer Ray Sefo konnte Le Banner bereits nach nur 91 Sekunden k. o. schlagen. Keine drei Monate später traf Le Banner im K-1 Dreams Turnier wieder auf den Niederländer Peter Aerts, der Le Banner in seinem Debüt-Finale 1995 nach nur 97 Sekunden ausknocken konnte – diesmal ging Le Banner in der zweiten Runde durch einen Kick zu Boden und konnte nicht weiterkämpfen. Seinen nächsten wichtigen Kampf hatte er bereits anderthalb Monate später am 7. September gegen Rick Roufus, den er in der dritten Runde durch einen Knockout bezwingen und sich somit für das Finalturnier von 1997 qualifizieren konnte, welches er im Vorjahr verpasst hatte. Im Viertelfinale war jedoch schon Endstation, als ihn Ernesto Hoost, den Le Banner 1996 noch bezwingen konnte, nach bereits 75 Sekunden ausknocken konnte.
1998 bzw. 1999 konnte Le Banner mit einer Siegesserie von vier K.-o.-Erfolgen in Folge starten: Combat Ziyo und Sam Greco im Jahr 1998, in welchem er auch nur diese zwei K-1-Kämpfe bestritt, und 1999 Matt Skelton und Peter Aerts konnte er bezwingen. Der frühe K. o. nach nur 71 Sekunden gegen Aerts war so eine Art Revanche für Le Banner, weil Peter Aerts ihm zuvor bereits zwei sehr empfindliche K.-o.-Niederlagen zufügen konnte; der Sieg gegen Aerts fand zudem im K-1 World Grand Prix Viertelfinale statt, für welches sich Le Banner durch den Sieg gegen Skelton erfolgreich qualifizieren konnte. Im Halbfinale wurde er jedoch wieder von Ernesto Hoost gestoppt, der Le Banner wie im Vorjahr durch einen K. o. besiegen konnte. Das war Le Banners letzter Kampf im Jahr 1999.
Im Jahr 2000 bestritt Le Banner insgesamt fünf K-1-Kämpfe, die er allesamt gewinnen konnte; vier Knockouts gab es in diesem Jahr für ihn zu verbuchen: Die ersten beiden Knockouts konnte er jeweils in der ersten Runde einfahren, als er am 23. April gegen Francisco Filho sowie am 28. Mai gegen Jan „The Giant“ Nortje gewann. Die letzten drei Siege fanden dann alle im World Grand Prix Nagoya Turnier am 30. Juli statt, das Le Banner gewinnen konnte. Er schlug im Viertelfinale zunächst Mark Hunt nach Punkten, im Halbfinale wurde Nick Pettas und im Finale dann auch Ernesto Hoost vorzeitig ausgeschaltet, was Le Banner den Nagoya-Titel einbrachte; es war das bereits vierte Aufeinandertreffen zwischen Hoost und Le Banner.

## 2001–2005
Das Jahr 2001 begann mit einem Kuriosum, denn der Kampf am 17. März gegen Mike Bernardo konnte nicht gewertet werden, weil der Gong nach der ersten Runde im Jubel des Publikums vollkommen unterging und Bernardo Le Banner nach der regulären Kampfzeit getroffen hatte, der von diesem Punch zu Boden ging. Später wurde der Kampf dann folgerichtig als ungültig erklärt. Nach diesem Kampf gewann Le Banner das K-1-Turnier in Osaka: Alle drei Gegner wurden am 29. April bereits in Runde eins ausgeknockt. Zunächst Pavel Majer, im Halbfinale dann Ebenezer Braga und im Finale schließlich Adam Watt nach nur 46 Sekunden. Im selben Jahr folgten noch drei andere Kämpfe, von welchen Le Banner zwei für sich entscheiden konnte, nämlich am 24. Juni gegen den Deutsch-Kroaten Stefan „Der Blitz“ Leko sowie am 19. August gegen Marc de Wit, den Le Banner in der zweiten Runde k. o. schlagen konnte. Seinen letzten Kampf 2001 hatte er im Viertelfinale des K-1-Finalturniers gegen Mark Hunt, der Le Banner in der zweiten Runde ausknocken konnte.
Das Jahr 2002 war ein sehr starkes für Le Banner, der sechs Siege in Folge feiern konnte, darunter waren wieder fünf Kämpfe, die nicht über die Distanz gingen; drei Kämpfe wurden bereits in der ersten Runde zugunsten Le Banners entschieden. Diese Serie riss ausgerechnet wieder im K-1-Finalturnier, für welches er sich wieder qualifizieren konnte: Im Finale traf Le Banner wieder auf Ernesto Hoost und Le Banner zeigte einen sehr starken Kampf, dennoch musste er in der dritten Runde auf Grund eines gebrochenen Armes aufgeben. Der Arm wurde durch einen Kick von Hoost schwer verletzt, jedoch war sein Tritt regelkonform und brachte Hoost seinen insgesamt vierten K-1-Triumph ein, der ihn bis dato zum Rekordhalter macht. Le Banner verlor sein zweites Finale und hatte lange Zeit an dieser Verletzung zu kämpfen. Im Viertelfinale zuvor konnte er Musashi, und im Halbfinale Mark Hunt bezwingen; Musashi ging in Runde zwei k. o.
Le Banner gab sein Comeback erst im Sommer 2003, als er am 14. Juni Vitali Akhramenko ausknocken konnte. Seinen letzten Kampf in diesem Jahr hatte er am 21. September gegen Shaka Zulu, den er ebenfalls k. o. schlagen konnte. Dennoch war 2003 wohl das unspektakulärste Jahr seiner Karriere. Seinen ersten Kampf im Jahr 2004 hatte Le Banner erst am 17. Juli.
Ohnehin bestritt Le Banner 2004 nur vier Kämpfe, allerdings gab er in diesem Jahr auch sein MMA-Debüt gegen den US-Amerikaner Bob „The Beast“ Sapp, auf den er am 31. Dezember im Dynamite!!-Turnier traf; der Vier-Runden-Kampf endete mit einem Unentschieden, erweckte jedoch sehr großes Medieninteresse. Zuvor gab es zwei K.-o.-Siege sowie eine Niederlage gegen den ehemaligen Boxer Francois Botha. 2005 konnte er seine ersten drei Kämpfe allesamt durch einen K. o. gewinnen, jedoch endete auch dieses Jahr mit einer Enttäuschung im K-1-Finalturnier, als ihn Peter Aerts im Viertelfinale nach der Extra Runde einstimmig nach Punkten besiegen konnte. Seinen letzten Kampf in diesem Jahr konnte Le Banner aber wieder durch einen K. o. erfolgreich für sich gestalten; der erste und letzte Kampf im Jahr 2005 waren wieder MMA-Kämpfe, die – anders als noch gegen Sapp – unter Hero’s Regeln stattfanden.

## 2006–2010
Le Banner – inzwischen 33 Jahre alt – absolvierte im Jahr 2006 nur vier Kämpfe, von denen der erste wieder unter Hero’s Regeln stattfand und den er nach nur 124 Sekunden für sich entscheiden konnte. Am 13. Mai 2006 gab es wieder ein Kuriosum, diesmal waren die Punkterichter involviert: Le Banner reichte Beschwerde gegen seine Punkt-Niederlage gegen Remy Bonjasky ein und das Urteil wurde später tatsächlich zugunsten Le Banners von der K-1-Kommission umgedreht; Le Banner hatte auch seinen zweiten Kampf 2006, wenn auch über Umwege, für sich entscheiden können. Die Final-Elimination verlief wieder erfolgreich für ihn und so konnte er den 2,18 Meter großen Choi Hong-man nach Extra-Runde und Punkten besiegen. Im Finalturnier gab es aber im Viertelfinale eine Punkt-Niederlage, die er gegen den niederländischen Seriengewinner von 2005–2007 Semmy Schilt, der auf Grund seiner 2,12 Meter auch als „Hightower“ bekannt ist, einstecken musste.
2007 bestritt Le Banner wieder nur vier Kämpfe, seinen ersten verlor er sogar gegen den Newcomer Sawayashiki. Die Final-Elimination konnte er jedoch wieder gewinnen: Park Yong-soo wurde in der ersten Runde ausgeknockt und so stand Le Banner wieder im Viertelfinale des Finalturniers, das er am 8. Dezember gegen den Hünen Choi Hong-man gewinnen konnte, den er im Jahr zuvor bereits in der Elimination nach Punkten bezwingen konnte. Im Halbfinale schlug jedoch wieder das Verletzungspech zu, denn sein Team warf in der zweiten Runde das Handtuch, da eine Knieverletzung von Le Banner während des Kampfes wieder aufbrach und er sogar bei einem leichten Low-Kick von seinem Gegner Semmy Schilt zu Boden ging und seine Ecke keinen Sinn mehr an der Weiterführung des Kampfes sah.
Im darauf folgenden Sommer traf Le Banner zum dritten Mal auf Schilt, diesmal allerdings eben nicht im Finalturnier, sondern in Fukuoka. Allerdings konnte er auch im dritten Anlauf den holländischen „Hightower“ nicht bezwingen, da dieser erneut einstimmig nach Punkten gewann. Le Banners zweiter Kampf 2008 war bereits der Eliminationskampf, den er gegen Sawayashiki nach Punkten gewinnen konnte. Im Viertelfinale des Finalturniers 2008 spielte sich gegen den holländischen Kämpfer Bonjasky aber wieder ein ähnliches Szenario wie im Vorjahr ab: Le Banner musste den Kampf in der dritten Runde – diesmal auf Grund einer Armverletzung, die wieder aufbrach – abbrechen.
2008 absolvierte er nur drei Kämpfe, 2009 auch nur drei: Seinen ersten Kampf verlor er am 28. März gegen Ewerton Teixeira nach Extra-Runde und Punkten, seinen zweiten konnte er wiederum nach Punkten für sich entscheiden, als er Musashi in der K-1-Elimination bezwang und sich so erneut für das Finalturnier qualifizieren konnte.
Das Turnier fand am 5. Dezember 2009 statt und Le Banner musste erneut gegen den „Hightower“ Schilt kämpfen, der ihn auch im insgesamt vierten Aufeinandertreffen bezwang – durch einen Kick in der ersten Runde konnte Semmy Schilt, der 22 Zentimeter größer ist als Le Banner, ins Halbfinale des K1 World Grand Prix Finalturniers einziehen und gewann dieses dann sogar zum vierten Mal innerhalb der letzten fünf Jahre. Der inzwischen 37 Jahre alte Le Banner konnte Schilts K1-Dominanz nicht unterbrechen.
Am 3. April 2010 konnte Le Banner wieder überzeugen, nachdem er den aufstrebenden Tyrone Spong nach Punkten besiegte.
Am 2. Oktober 2010 traf Le Banner bei den Finale Eliminations auf den Japaner Kyotaro. Nach drei harten Runden werteten die Punktrichter den Kampf unentschieden und setzten eine Extra-Runde an. Le Banner war mit diesem Urteil nicht zufrieden, da er sich als Gewinner in diesem Kampf sah. Le Banner verließ den Ring und verlor damit den Kampf und konnte sich somit nicht für den World Grand Prix 2010 qualifizieren.
Am 31. Dezember 2010 kämpfte Le Banner bei Dynamite gegen Satoshi Ishii. Der Kampf fand nach MMA-Regeln statt. Le Banner verlor den Kampf nach Punkten.

## Kampfbilanz
- 58 K-1 Kämpfe; 39 Siegen (30 (T)KOs) stehen 17 Niederlagen (10 (T)KOs) gegenüber. Ein Kampf endete mit einem Unentschieden und bei einem gab es keine Wertung.
- 4 MMA-Kämpfe; 3 Siege (3 (T)KOs) stehen einem Unentschieden gegenüber.

## Größte Erfolge
- W.K.N. Thaibox Champion
- I.S.K.A. Superschwergewichts Thaibox-Weltmeister
- Französischer & Europäischer Kickbox-Meister
- K-1 World Grand Prix 1995 Finalist
- K-1 World Grand Prix 2000 in Nagoya Champion
- K-1 World Grand Prix 2000 in Osaka Champion
- K-1 World Grand Prix 2001 in Osaka Champion
- K-1 World Grand Prix 2002 Finalist

## Filmografie
- 2007 Scorpion – Der Kämpfer - Elias
- 2008 Asterix bei den Olympischen Spielen - Claudius Musculus
- 2008 Babylon A.D. - Killa
- 2008 Disco